# Cheile Tătarului, Munții Bucegi
Cheile Tătarului alcătuiesc o arie protejată de interes național ce corespunde categoriei a IV-a IUCN (rezervație naturală de tip mixt) situată în județul Dâmbovița, pe teritoriul administrativ al comunei Moroeni.

## Localizare
Aria naturală cu o suprafață de 144,30 hectare se află în extremitatea nord-estică a județului Dâmbovița (aproape de limita teritorială cu județul Prahova) în Munții Bucegi, între platoul Padina și Lacul Bolboci, la o altitudine medie de 1.800 m. în bazinul superior al râului Ialomița.

## Descriere
Rezervația naturală a fost declarată Arie protejată prin Legea Nr.5 din 6 martie 2000 (privind aprobarea Planului de amenajare a teritoriului național Secțiunea a III-a - zone protejate) și este o zonă montană (cursuri de apă, cheiuri, doline, lapiezuri, abrupturi stâncoase, peșteri (Peștera Ursului și Peștera Mică), grohotișuri, pajiști montane și păduri) ce adăpostește o mare varietate de floră specifică extremității estice a  Carpaților Meridionali și faună fosilă (cochilii de melci și  moluște) depozitată în stratele de calcare (din versanții abrupți ai văii Ialomiței) de vârstă  bathoniană și calloviană (ce aparțin etajului superior al perioadei geologice a jurasicului).  
Aria protejată Cheile Tătarului este inclusă în Parcul Natural Bucegi și reprezintă o zonă cu un deosebit interes floristic, faunistic, geologic, speologic și peisagistic din județul Dâmbovița.
La nivelul ierburilor este întâlnită o gamă floristică diversă, cu specii endemice pentru această zonă sau foarte rare; printre care: nopticoasă (Hesperis matronalis ssp. moniliformis), stânjenel de munte (Iris dacica), ghințură galbenă (Gentiana lutea), smârdar (Rhododendron myrtifolium), iederă albă (Daphne blagayana), angelică (Angelica archangelica), sângele voinicului (Nigritella rubra), secară de munte (Secale montanum) sau caprifoi (Lonicera caerulea). 

## Monumente și atracții turistice
În vecinătatea rezervației naturale se află câteva obiective de interes istoric, cultural și turistic; astfel:
- Biserica "Intrarea în Biserică", "Sf. Ioan Botezătorul" și "Sf. Maria" din Moroeni, construcție 1825 - 1827, monument istoric (cod LMI DB-II-m-B-17593).
- Cimitirul medieval de la Mușcel (sec. XVII - XIX, Epoca medievală târzie), monument istoric.
- Hidrocentrala Dobrești (barajul și uzina electrică), construcție 1930, monument istoric (cod LMI DB-II-a-B-17592).
- Ariile protejate: Orzea - Zănoaga, Locul fosilifer de la Vama Strunga, Poiana Crucii, Peștera - Cocora (Valea Horoabei - Cocora), Plaiul Domnesc, Peștera Răteiului, Locul fosilifer Plaiul Hoților, Turbăria Lăptici, Zănoaga - Lucăcilă.